# L'Appartement de Cordelia
L'Appartement de Cordelia est le 5e épisode de la saison 1 de la série télévisée Angel.

## Synopsis
Cordelia ne supporte plus son appartement plein de cafards avec une eau marron, due à la corrosion des canalisations, et décide d'emménager temporairement chez Angel en attendant de se trouver un nouveau logement. Dans le même temps, Doyle se retrouve aux prises avec un démon envers qui il est débiteur d'une dette. Il passe un accord avec Angel : celui-ci l'aidera à se débarrasser de son démon si Doyle trouve un nouvel appartement à Cordelia. Cette dernière, accompagné de son collègue tuyauté par un ami, trouve finalement le logement de ses rêves. Mais sa nouvelle demeure s'avère être hantée par le fantôme de Maude Pearson, une femme âgée décédée il y a 50 ans d'une crise cardiaque. Avec l'aide de Kate Lockley, Angel reconstitue l'histoire de l'appartement dans lequel Maude et son fils se disputaient régulièrement à cause de la fiancée de ce dernier, que sa mère n'aimait pas, puis 3 femmes se sont suicidées.
Cordelia est en butte à l'hostilité du fantôme qui essaie même de la tuer, mais elle est sauvée par l'arrivée de ses deux amis. Ceux-ci tentent une formule magique pour se débarrasser du fantôme, mais rien ne marche et ils sont contraints de fuir. Malheureusement, le démon et deux de ses compères les empêchent de partir et Cordelia est prise au piège avec Maude. Cependant, la jeune femme montre une volonté plus forte que celle du fantôme et, possédée, détruit un mur qui dévoile le squelette de Dennis, le fils de Maude. Puis un flashback révèle ce qui s'est passé: Maude a emmuré son fils afin de l'empêcher de retrouver une femme avec qui le jeune homme comptait se marier et s'installer avant de mourir d'une crise cardiaque. Le fantôme du jeune homme, qui est plus pacifique, chasse définitivement celui de sa mère et cohabite avec la nouvelle locataire de l'appartement.